# 淮扬
淮扬地区，狭义上指以江苏省淮安市、扬州市为中心的地区:149，通用淮东话。常用来指代淮安、扬州一带的文化、饮食（淮扬菜）、方言（淮扬方言）等，亦可专指扬州，即淮南东路扬州的简称。

## 历史
历史上的淮扬地区大致包括江苏省淮安市、扬州市、泰州市、盐城市、镇江市:149，相当于江苏省内除了南京之外的洪巢片地区加上安徽省天长市。
“淮扬”一词最早出自东晋谢朓任南朝齐宣城郡太守时所作《在郡卧病呈沈尚书诗》：“淮扬股肱守，高卧犹在兹。”首次见于正史是在《晋书》卷六十一：“淮扬之地，北阻涂山，南抗灵岳，名川四带，有重险之固。”
至隋，“淮扬”主要包括淮河以南至长江沿岸的广泛地域。唐、宋以后，大致收缩至相当于今江苏、安徽两省的淮河以南、长江以北地区。如唐杨凌《奉酬韦滁州寄示》：“淮扬为郡暇，坐惜流芳歇。”宋张耒《七月十五日希古生日以诗为寿》：“苍颜白发老祠官，邂逅淮扬一笑欢。”
明景泰二年（1451年），置漕运总督，兼巡抚淮安、扬州、庐州、凤阳4府以及徐州、和州、滁州3州，驻淮安府。此时，漕运总督有时另任淮扬巡抚，如丛兰、屈直等人。
明代又设淮扬巡按御史，巡按淮安、扬州2府。
清顺治二年（1645年），新设淮扬总督，兼任漕运总督，驻淮安府，此后贯穿整个清朝时期。
康熙九年（1670年），置淮扬道，驻淮安府，领淮安、扬州2府和徐州直隶州。雍正九年（1731年），改名为淮扬海道。乾隆三十年（1765年），复名淮扬道。光绪三年（1877年），海州来属，再次改名淮扬海道。
咸丰十年（1860年），置淮扬镇总兵，驻淮安府。
民国二年（1913年），复设淮扬道，辖淮安、扬州2府。民国十六年（1927年）废止。